# Lenka Zlámalová
Lenka Zlámalová (* 24. dubna 1973 Nové Město na Moravě) je česká publicistka a ekonomka. Do konce roku 2023 psala komentáře pro server Echo24, od roku 2024 pro tituly mediálního domu Czech News Center.

## Životopis
Vystudovala sociologii a ekonomii na Fakultě sociálních studií Masarykovy univerzity a Michiganské univerzitě ve Spojených státech amerických.
Věnuje se politice a ekonomice. V minulosti působila jako redaktorka a vedoucí ekonomické rubriky MF Dnes odkud přestoupila do týdeníku Respekt, kde vedla ekonomickou rubriku. V letech 2003 až 2009 byla hlavní analytičkou Hospodářských novin. Stejnou pozici zastávala od roku 2009 do října 2013 v Lidových novinách. V roce 2013 odešla z Lidových novin v reakci na koupi skupiny MAFRA, vydavatele novin, Andrejem Babišem. Spolu s dalšími stála u založení internetového zpravodajského serveru Echo24, kde pracovala jako analytička a komentátorka.
Ke konci roku 2023 své působení ve společnosti Echo Media ukončila a nastoupila do mediálního domu Czech News Center. Příležitostně také komentuje ekonomiku pro Český rozhlas a Českou televizi.
Lenka Zlámalová má dceru.

## Publikace
Podílela se na dvou ekonomických knihách kolektivu autorů, které vydal Institut Václava Klause. Jednalo se o knihy Bankovní unie: Morální hazard evropských rozměrů? a Strukturální schodek rozpočtu: Měkký ukazatel k tvrdým trestům?